# Dibella
Dibella (auch Dibbela) ist eine Sahara-Oase in Niger.

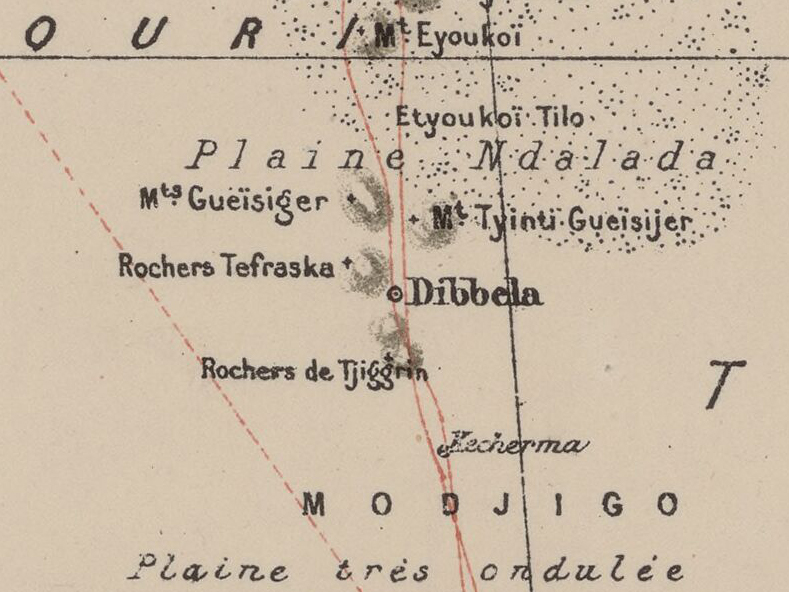
Ausschnitt einer Karte von 1903 mit Dibella (Dibbela) im Zentrum

Dibella befindet sich im südlichen Teil der Großen Sandwüste von Bilma. Die Oase gehört zum Gemeindegebiet von N’Gourti in der Region Diffa. Sie ist auf vielen Atlanten und Landkarten verzeichnet. Hier verläuft die extrem schwierige Piste Bilma – Zoo Baba – Dibella – Agadem – N’Gourti – N’Guigmi – Diffa.
Die Oase liegt auf einer Höhe von 359 m inmitten eines Archipels aus kleinen aus dem Sand ragenden Felsinseln. Nördlich und nordwestlich ihrer Brunnen erhebt sich der Hügel Yerirom aus Kreide-Sandstein. An der Ostseite der Anhöhe wurden prähistorische Felsbilder mit Menschen- und Tierdarstellungen entdeckt. In Dibella gibt es einen Dattelpalmenhain. Die Dattelpalmen werden zur Erntezeit von Nomaden abgeerntet. In der Umgebung leben vereinzelt Mendesantilopen.
Im Jahr 1866 besuchte der deutsche Afrikaforscher Gerhard Rohlfs die Oase.